# Pataki Ferenc (szociálpszichológus)
Pataki Ferenc (Szentes, 1928. január 23. – Budapest, 2015. november 27.) Széchenyi-díjas magyar szociálpszichológus, pedagógus, egyetemi tanár, a Magyar Tudományos Akadémia rendes tagja. A társas jelenségek pszichológiai elméletének egyik kidolgozója, a csoportfolyamatok és hatásai neves kutatója. 1976 és 1993 között az MTA Pszichológiai Intézete igazgatója, 1993 és 1996 között az MTA alelnöke.

## Életpályája
1946-ban az Újpesti Könyves Kálmán Gimnáziumban érettségizett, majd felvették a Pázmány Péter Tudományegyetem történelem–szociológia–filozófia szakára. Korán bekapcsolódott a népi kollégiumi mozgalomba: egyetemi évei alatt a Győrffy István Kollégium tagja volt, majd 1948-ban a Petőfi Sándor Történészkollégium igazgatójává nevezték ki, majd 1949-ben rövid ideig a Népi Kollégiumok Országos Szövetsége (NÉKOSZ) főtitkára volt. Ugyanebben az évben kikerült a moszkvai Lenin Pedagógiai Főiskolára, ahol a pedagógia–pszichológia szakra járt és szerzett diplomát 1953-ban.
Moszkvai tanulmányainak befejeztével a Dolgozó Ifjúság Szövetsége (DISZ) agitációs és propaganda osztályának vezetőjévé nevezték ki. 1955-ben aspiránsi helyet kap. Időközben az erősödő Petőfi Kör szervezésében és vezetésében is részt vett. Az 1956-os forradalom leverése után általános iskolai tanárként tudott csak elhelyezkedni.
1961-ben, miután a forradalom utáni nyomásgyakorlás enyhülni kezdett, Pataki különböző pedagógiai továbbképző, illetve kutatóintézmények munkatársaként dolgozhatott. 1965-ben felvették a Magyar Tudományos Akadémia Pszichológiai Kutatóintézetébe, ahol tudományos munkásságának jelentős részét végzi. 1972-ben az intézet helyettes igazgatójává, 1975-ben igazgatójává nevezték ki. Igazgatói pozíciójában többször is megerősítették. Az intézetet 1993-ig vezette, utána kutatóprofesszori megbízást kapott.
Kutatóintézeti állása mellett 1967-től az Eötvös Loránd Tudományegyetem oktatója volt, ahol szociálpszichológiát és pedagógiát oktatott. 1984-ben kapott egyetemi tanári kinevezést a szociológia tanszékre. 1998-ban, hetvenedik életévének betöltésekor nyugalomba vonult.
1968-ban védte meg a neveléstudományok kandidátusi, 1982-ben pedig a pszichológiai tudományok (akadémiai) doktori értekezését. Az MTA Pszichológiai Bizottsága tagja lett. 1985-ben megválasztották a Magyar Tudományos Akadémia levelező, 1990-ben pedig rendes tagjává. 1990 és 1993 között az MTA Filozófiai és Történettudományi Osztályának elnöke volt, ilyen minőségében az akadémia elnökségének is tagja lett. 1993-ban megválasztották az MTA egyik alelnökének, majd 1996-ban visszatért osztályelnöki tisztségébe. Az osztályt 2002-ig vezette.
Több tudományos társaság is felvette tagjai sorába: a Magyar Pszichológiai Társaság, a Szociológiai Társaság, az Európai Kísérleti Szociálpszichológiai Társaság (European Association of Experimental Social Psychology), illetve a Nemzetközi Makarenko Társaság, amelynek vezetőségébe is bekerült. 1980 és 2000 között a Pszichológia című szakfolyóirat szerkesztőbizottságának elnöke volt.
1956 előtti közéleti tisztségei után csak az 1980-as évek második felében vállalt ismét politikai-közéleti szerepet: 1988-ban az Új Márciusi Front (ÚMF) alapító tagja volt. Szintén 1988-ban a Németh Miklós vezette Minisztertanács mellé felállított Tanácsadó Testület tagja volt a kormány mandátumának végéig (1990). 1989-ben tagja lett a Lukács György Alapítvány kuratóriumának. 2007-ben a 2006-os őszi zavargásokat a kormány oldaláról elemző, Gönczöl Katalin vezette ún. „Gönczöl-bizottság” tagja volt.

## Munkássága
Kutatási területe a társas jelenségek pszichológiai elmélete, amelynek egyik kidolgozója volt, a témakörön belül a csoportfolyamatok, valamint a jelentős társadalmi változásokat meghatározó folyamatok és azok közvetett és közvetlen hatásainak kutatója. Ezenkívül a csoportkohézió, illetve -genezis terén fejtett ki tudományos tevékenységet.
Pályája elején neveléselméleti és -történeti kutatásokat folytatott. Később foglalkozott a társadalmi identitás konstruálás, valamint annak pszichológiai elemzésével kapcsolatban az egyéni életutakat szervező elbeszélési minták jelentőségével is, amelyet több munkájának központi gondolata volt. A modern tömegjelenségek vizsgálatával kapcsolatban is jelentős eredményei születtek.

## Családja
1950-ben vette feleségül Soós Máriát. Házasságukból egy fiúgyermek (Pataki János matematikus, középiskolai tanár) és egy leánygyermek (Pataki Éva forgatókönyvíró, dramaturg) született.

## Díjai, elismerései
- Apáczai Csere János-díj (1977)
- Ifjúsági Díj (1985)
- Széchenyi-díj (1995) – Tudományos munkássága elismeréseként.
- Budapestért díj (1998)
- a XIII. kerület díszpolgára (2000)
- A Magyar Köztársasági Érdemrend középkeresztje (2008)
- Hazám-díj (2009)

## Főbb publikációi
- Az utópista szocializmus pedagógiája (1961)
- Makarenko élete és pedagógiája (1966, átdolgozva 1988)
- A csoportkohézió (Hunyady Györggyel, 1972)
- Utak és válaszutak a mai szociálpszichológiában (1976)
- Társadalomlélektan és társadalmi valóság (1977)
- Az én és a társadalmi azonosságtudat (1982)
- Nevelés és társadalom (1982)
- Identitás, személyiség, társadalom : az identitáselmélet vitatott kérdései : akadémiai székfoglaló : 1986. február 13. (1987)
- Közösségi társadalom: eszmény és valóság (1988)
- Rendszerváltás után: társadalomlélektani terepszemle (1993)
- Bűnbakképzési folyamatok a társadalomban (1993)
- A tömegek évszázada. Bevezetés a tömeglélektanba (1998)
- Rendszerváltók és bűnbakok (2000)
- Élettörténet és identitás (2001)
- Nevelés-ügyek (2003)
- Érzelem és identitás (2004)
- A Nékosz-legenda (2005)
- Visszapillantás 2006 őszére. Az események társadalom-lélektani tényezői (2008)
- A varázsát vesztett jövő (2011)
- Hosszú menetelés - A Fidesz-jelenség (2013)
- Nemzet és baloldal (2015)